# Kayla Barron
Kayla Jane Barron (Pocatello, Idaho; 19 de septiembre de 1987) es una oficial de guerra submarina estadounidense y astronauta de la NASA.

## Temprana edad y educación
Nació en Pocatello (Idaho). Luego su familia se mudó a Richland, Washington, donde se graduó de Richland High School en 2006. Después de la secundaria, asistió a la Academia Naval de los Estados Unidos, donde se graduó en 2010 con una licenciatura en ingeniería de sistemas. Mientras estaba en la Academia Naval, fue miembro del equipo de atletismo. Después de su graduación, asistió a Peterhouse, Cambridge con la beca Gates Cambridge donde obtuvo una maestría en ingeniería nuclear.

## Carrera militar
Después de obtener una maestría, fue parte del primer grupo de mujeres en convertirse en oficiales de guerra submarina. Asistió al programa de entrenamiento de oficiales de submarinos y energía nuclear de la Marina, y fue asignada al submarino USS Maine de clase Ohio. Mientras servía en el USS Maine, completó tres patrullas como oficial de división. Después de su asignación de submarino, fue asistente de bandera del superintendente en la Academia Naval hasta su selección como astronauta.

## Carrera en la NASA

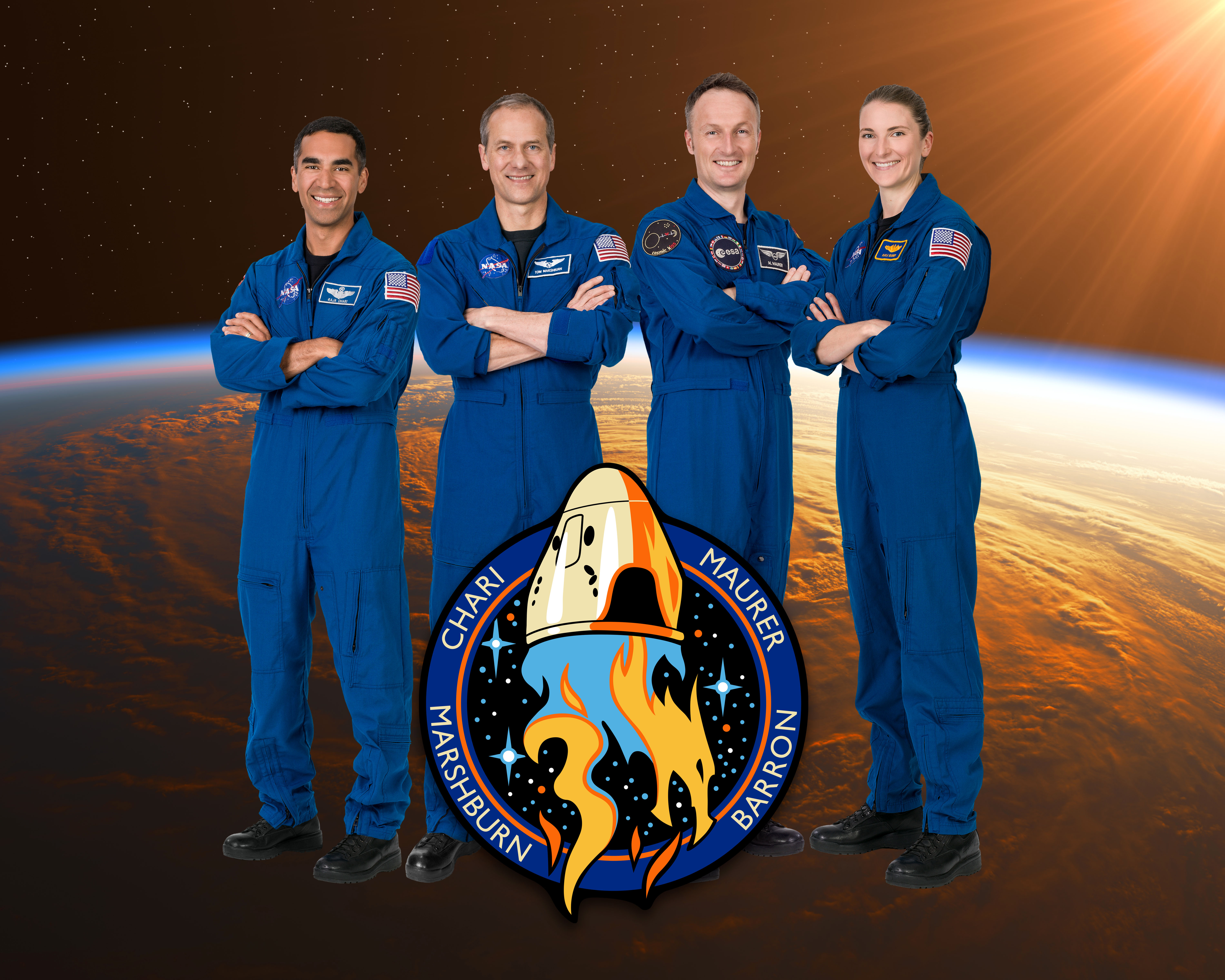
Retrato de la tripulación 3 de SpaceX con los astronautas de la NASA Raja Chari, Thomas Marshburn, Kayla Barron y el astronauta de la ESA Matthias Maurer. Fotografía tomada el 20 de noviembre de 2020.

En junio de 2017, fue seleccionada como miembro del Grupo 22 de Astronautas de la NASA y comenzó su entrenamiento de dos años. Fue la quinta mujer graduada de la Academia Naval seleccionada como candidata a astronauta.[cita requerida]

Se desempeñó como especialista de misión de la misión SpaceX Crew-3 de la NASA a la ISS, que se lanzó el 10 de noviembre de 2021.

## Vida personal
Está casada con Tom Barron, un oficial de las Fuerzas Especiales del Ejército de EE. UU. Le gusta ir de excursión, andar con mochila, correr y leer.

## Honores
Fue Tridente Académica y Graduada Distinguida en la Academia Naval, y Gates Cambridge Scholar en Cambridge.

## Premios

### Insignia de guerra
|  | Insignia de guerra submarina (delfines) |

### Decoraciones y medallas
|  | Medalla de elogio de la Marina |
|  | Medalla de logros de la Marina |